# The Han Solo Trilogy
The Han Solo Trilogy, te vertalen als de Han Solo-trilogie, is de naam van een trilogie van sciencefictionboeken die zich af spelen in het fictieve Star Warsuniversum.

## Achtergrond
De boeken spelen zich af in de tijdsperdiode 10-BBY tot 0-ABY, en dienen daarmee als prequel voor Star Wars: Episode IV: A New Hope. De trilogie toont Han Solo’s leven van voor de films. De boeken werden geschreven door Ann C. Crispin, en uitgebracht in respectievelijk juni 1997, oktober 1997 en maart 1998.
De trilogie brengt ook meer structuur in de series "The Adventures of Lando Calrissian" en "Han Solo Adventures", waardoor deze makkelijker te plaatsten zijn in chronologie met de films.
De boeken zijn echter geschreven voor uitkomst van de drie prequelfilms (The Phantom Menace, Attack of the Clones en Revenge of the Sith). Daarmee zijn enkele gebeurtenissen uit de boeken niet langer in overeenstemming met wat in de films getoond wordt.

## Delen (10 BBY - 0 BBY)
- The Paradise Snare
- The Hutt Gambit
- Rebel Dawn

## ISBN informatie
- The Paradise Snare, 1e paperback print, 1997. A. C. Crispin, ISBN 0-553-57415-9
- The Hutt Gambit, 1e paperback print, 1997. A. C. Crispin, ISBN 0-553-57416-7
- Rebel Dawn, 1998. A.C. Crispin. ISBN 0-553-57417-5